# 泡雪崩
泡雪崩（ほうなだれ）は、雪崩の一種。大規模な煙型乾雪表層雪崩を指す。ホウ雪崩とも表記する。

## 概要
2025年現在泡雪崩のメカニズムはまだ完全には解明されていない。泡雪崩では空気塊が雪崩によって一瞬にして極限まで圧縮されその後爆発的現象が起こる考えられている。ただし多雪地で気温が低く、多量の降雪を伴う吹雪の時かその直後の積雪が安定しないときに起きやすい。そのため、主に厳冬期の山間部で発生する。
通常の雪崩のような雪塊の落下とは違い、雪崩を構成する雪煙が最大で200km/h以上の速度で流下する。その衝撃力は数百キロパスカルに達し、大きな被害をもたらすと考えられている。そのため、泡雪崩が発生すると、あまり雪が堆積しないにもかかわらず、衝撃によって周囲のものがことごとく破壊されているか吹き飛ばされているという状況が発生する。この破壊力に関して「爆風が発生する」といわれることがあるが、実際は雪煙が空気と雪粒の混合体であるがゆえ生じる力による。

## 歴史
泡雪崩は、新潟県や富山県の豪雪地帯を中心に「ホウ」「ホウラ」「アワ」「アイ」等と呼ばれ恐れられてきた。鈴木牧之によって書かれた『北越雪譜』には、「ほふら」の表記でこの種の雪崩の記述がある。
記録に残っている被害では、1918年1月9日に新潟県南魚沼郡三俣村（現在の湯沢町）で発生した泡雪崩が集落を襲い、158人もの死者を出したものが最大である（三俣の大雪崩）。
このほか、雪深く気温が低い厳冬期の黒部峡谷は泡雪崩が発生しやすく、1938年12月27日に富山県下新川郡宇奈月町志合谷（現在の黒部市）で発生した泡雪崩では、黒部川第三発電所建設に伴うトンネル工事の作業員が宿泊していた鉄筋コンクリート一部木造の宿舎で、木造であった3階および4階部分が川の対岸600mまで吹き飛び84人の死者を出している。なお、一連の黒部川での電源開発工事では、出し平ダムで34人、竹原谷で21人の泡雪崩による死者を出している。
富山県五箇山（現在の南砺市域）では、1829年1月17日、細島にて8軒21人が、1940年1月28日、漆谷にて5軒8人が犠牲となっている。
近年では1986年1月26日に新潟県西頸城郡能生町（現在の糸魚川市）の柵口（ませぐち）地区で泡雪崩が発生し、死者13人、重軽傷者9人、家屋全壊16戸、同半壊3戸の被害を出している。雪崩は最大速度180km/h、走行距離1,800m、デブリ量10 - 30万m3と推測されている（柵口雪崩災害）。

## 関連作品
- 『高熱隧道』 - 志合谷での泡雪崩についての記述がある。吉村昭著、1975年（改版版、原著 1967年）、新潮社（新潮文庫）　ISBN 978-4-10-111703-4。
- 『北越雪譜』 - 鈴木牧之編撰・京山人百樹刪定・岡田武松校訂、岩波文庫、1978年（原著 1837年）、ISBN 978-4-00-302261-0。